# Каракои Чимај (Белуно)
Каракои Чимај (итал. Caracoi Cimai) је насеље у Италији у округу Белуно, региону Венето.
Према процени из 2011. у насељу је живело 17 становника. Насеље се налази на надморској висини од 1366 м.